# Otaku no Video
Otaku no Video (おたくのビデオ Otaku no Bideo?, El Video del Otaku) es una película de animación de 1991 en forma de dos OVAs (Original Video Animation) que habla sobre la cultura otaku, así como de la historia de los estudios Gainax, sus creadores. Incluye un estilo documental con entrevistas reales[cita requerida] a distintos tipos de otakus.

## Argumento
La película consta de dos partes.
- Otaku no Video 1982 (おたくのビデオ)
- More Otaku no Video 1985 (続・おたくのビデオ)

En Otaku no Video 1982, Ken Kubo, un chico de preparatoria normal, que en 1982 practica deporte y tiene novia, se encuentra un día con Tanaka, un viejo compañero del instituto (secundaria). Este y sus amigos acaban introduciéndole en la fascinante y extraña cultura otaku. Debido a su nueva afición, Kubo pasa cada vez menos tiempo con su novia, hasta que ésta lo deja 2 años después durante 1984. Es entonces cuando decide ya no convertirse en un simple otaku, sino en el otaku de los otakus, el Otaking ("otaku king", rey de los otakus), rango que intentará alcanzar a lo largo de More Otaku no Video 1985, la cual inicia 3 años después en 1985 y continúa durante los 90s.
Entre los aspectos que desarrolla la película se encuentra el cosplay, la creación de maquetas, la creación de una serie de animación e incluso la creación de un parque de atracciones para uso y disfrute de los otakus. Todo para convertirse en el otaking.
Finalmente, en 1999, un maduro Kubo realiza su sueño de crear un parque temático para los otakus, "Otakuland". Sin embargo, muchos años después, Tokio es atacado por una serie de Tsunamis y queda sumergido en el océano. Kubo y Tanaka, ya siendo unos ancianos, deciden volver a la vieja Otakuland, ahora submarina, pero algo extraño sucede, los recuerdos se mezclan con la realidad, y junto a sus antiguos amigos que antes los traicionaron, irán en busca de un nuevo lugar para ellos: El Planeta de los Otakus.

## Contenido
Parte principal de la trama es el hecho de que el personaje central va perdiendo la vida normal que tenía, y se sumerge en el oscuro mundo de los otakus. Esto es parte importante de la película en la cual, al mezclarla con parte documental, vemos como los otakus llegan a perder el sentido de la realidad y se concentran sólo en el mundo del manga y el anime. También se ve la gran discriminación que sufren estas personas en el documental y en el filme. Es el momento en el que el personaje dice que si no puede ser aceptado se convertirá en el rey de los otakus (otaking).
Kubo junto a su amigo Tanaka, deciden crear una empresa. Aunque esta falla, vuelven a intentarlo nuevamente, hasta llegar a ser la marca más famosa de Manga y Anime.
Debido a que el anime está parcialmente basado en la vida de los creadores de Gainax, quienes comenzaron su carrera siendo otakus durante el fin de la década de los 70 y el principio de los 80, numerosos animes de ese periodo son mostrados en el OVA (en disfraces, ropa, cosplay, pósteres y otros materiales relacionados). Entre estos se encuentran Space Battleship Yamato, Urusei Yatsura, Capitán Harlock, Mobile Suit Gundam, Cobra (manga), Hi no Tori 2772: Ai no Cosmozone (Pájaro del Espacio), Las aventuras de Gigi, The Super Dimension Fortress Macross, The Super Dimension Fortress Macross: Do You Remember Love?, The Wings of Honneamise, Top wo nerae! Gunbuster, Daicon III and IV Opening Animations y Dr.Slump.

## Ficha técnica
- Producción: Kazuhiko Inomata y Yoshimi Kanda
- Dirección: Takeshi Mori
- Diseño de personajes: Kenichi Sonoda
- Libreto: Toshio Okada
- Director de animación: Takeshi Honda
- Música: Kouhei Tanaka
- Actores de voz: Kooshi Tsujiya (Kubo), Kikuko Inoue (Yoshiko Ueno), Yûko Kobayashi (Misuzu Fukuhara), Yuri Sato (Yuri Amano)

## Canciones
- Opening: "Tatakae! Otaking" (戦え！おたキング, ¡Lucha, otaking!)
- Ending: "Otaku no mayoimichi" (おたくの迷い道, El camino perdido del otaku)

### Otras versiones
- "Luchare": Interpretado por el grupo español Charm, es la versión en español de Opening: "Tatakae! Otaking". Salió en su primer disco: "Konnichiwa".

- Datos: Q2553028